# Теофанис Гекас
Теофанис „Фанис“ Гекас (на гръцки Θεοφάνης Γκέκας) е гръцки футболист роден на 23 май 1980 г. в Лариса, Гърция. От лятото на 2012 е свободен агент.